# Won't Go Home Without You
Won't Go Home Without You is de derde single van het tweede studioalbum It Won't Be Soon Before Long van de band Maroon 5. Op 17 november 2007 stond de release van het nummer gepland.
Het nummer werd niet zo'n groot succes als haar voorgangers Makes Me Wonder en Wake Up Call, en eerdere singles van de band. De nummer 1-positie werd enkel en alleen in Israël behaald, en in Nederland bleef het nummer, ondanks de verkiezing tot Alarmschijf door Radio 538, steken op plaats 28. De B-Side van Won't Go Home Without You is het nummer Miss You, Love You.

## Videoclip
In de videoclip ziet men Adam Levine (zanger) door straten lopen op zoek naar zijn vrouw. Wanneer hij haar vindt, ziet hij dat ze met een andere man zoent. De klank van de gitaar is gebaseerd op de gitaar in de single van The Police Every Breathe You Take.

## Hitnotering
| Won't Go Home Without You in de Nederlandse Top 40 - binnen 17 november 2007 | Won't Go Home Without You in de Nederlandse Top 40 - binnen 17 november 2007 | Won't Go Home Without You in de Nederlandse Top 40 - binnen 17 november 2007 | Won't Go Home Without You in de Nederlandse Top 40 - binnen 17 november 2007 | Won't Go Home Without You in de Nederlandse Top 40 - binnen 17 november 2007 | Won't Go Home Without You in de Nederlandse Top 40 - binnen 17 november 2007 | Won't Go Home Without You in de Nederlandse Top 40 - binnen 17 november 2007 | Won't Go Home Without You in de Nederlandse Top 40 - binnen 17 november 2007 | Won't Go Home Without You in de Nederlandse Top 40 - binnen 17 november 2007 |
| Week                                                                         | 1                                                                            | 2                                                                            | 3                                                                            | 4                                                                            | 5                                                                            | 6                                                                            | 7                                                                            | 8                                                                            |
| ---------------------------------------------------------------------------- | ---------------------------------------------------------------------------- | ---------------------------------------------------------------------------- | ---------------------------------------------------------------------------- | ---------------------------------------------------------------------------- | ---------------------------------------------------------------------------- | ---------------------------------------------------------------------------- | ---------------------------------------------------------------------------- | ---------------------------------------------------------------------------- |
| Nummer                                                                       | 31                                                                           | 28                                                                           | 29                                                                           | 35                                                                           | 36                                                                           | 36                                                                           | 38                                                                           | uit                                                                          |